# 扬·特里普沙
扬·特里普沙（羅馬尼亞語：Ion Tripșa，1934年3月30日—），罗马尼亚男子射击运动员。他曾代表罗马尼亚参加1964年和1972年夏季奥林匹克运动会射击比赛，其中1964年奥运会获得一枚银牌。